# Кахикал
Кахикал — село в Хунзахском районе Дагестана. Входит в состав сельского поселения Уздалросинский сельсовет.

## Географическое положение
Расположено на реке Алатляр, в 2 км к северо-востоку от центра сельского поселения села Уздалросо и в 15 км к юго-востоку от районного центра села Хунзах.

## Население
| 1888 | 1895 | 1926 | 1939 | 1970 | 1989 | 2002 |
| ---- | ---- | ---- | ---- | ---- | ---- | ---- |
| 105  | ↗124 | ↘116 | ↗188 | ↘124 | ↗208 | ↗267 |
| 2010 | 2021 |      |      |      |      |      |
| ↗339 | ↘256 |      |      |      |      |      |

По данным Всероссийской переписи населения 2010 года — моноэтничное аварское село.